# Bijugis helvetica
Bijugis helvetica är en fjärilsart som beskrevs av Trautmann 1914. Bijugis helvetica ingår i släktet Bijugis och familjen säckspinnare. Inga underarter finns listade i Catalogue of Life.